# Syntetiske sprog
Syntetiske sprog er inden for den morfologiske underdisciplin af sprogtypologi en betegnelse om sprog, hvor de enkelte ord ændrer form (bøjes) efter deres grammatiske funktion. I disse sprog har alle ord altså ikke altid samme uforanderlige form som i de analytiske sprog (isolerende sprog), hvor de modsvarende grammatiske funktioner udtrykkes med særlige ord eller ved forandringer i frasernes rækkefølge. De syntetiske sprog kan inddeles i tre undergrupper: flekterende sprog, agglutinerende sprog og polysyntetiske sprog.
I de agglutinerende sprog forbindes et antal affixer til en ordstamme eller ordrod, og hver enkelt affix repræsenterer en grammatisk funktion. I de relativt usædvanlige polysyntetiske sprog kan flere ordrødder og affixer sammenføjes. I flekterende sprog er en gruppe ordformer – paradigmer – knyttet til hinanden mere eller mindre regelbundet, hvor hver bøjningsform repræsenterer et kompleks af grammatiske særtræk.
Mange sprog har både syntetiske og analytiske træk, og sprog kan således være syntetiske eller analytiske i forskellig udstrækning. Således er dansk sprog i stor udstrækning analytisk, men langt fra i samme grad som kinesisk. På finsk, som er et i vid udstrækning syntetisk sprog, siger man fx talossa (inde i huset), talosta (ud af huset) og taloon (ind i huset), mens man på dansk anvender forholdsord eller i forhold til (nudansk).
Andre sprog, som kan betegnes som relativt syntetiske, er tyrkisk og polsk. Eksempler på polysyntetiske sprog forekommer blandt andet hos Wichí-indianerne i Bolivia og Argentina, hvor alle de tre hoveddialekter Vejós (Wehwós), Güisnay (Weenhayek) og Nocten (Oktenay) er polysyntetiske. Grønlandsk sprog er også polysyntetisk, der som alle sprog i den eskimoiske sprogfamilie (Inuit-Aleut-sprogstammen), der tales i hele det arktiske område, også er polysyntetiske.